# Miroslav Vaněk
Miroslav Vaněk (* 11. března 1961 Teplice) je český historik, zabývající se českými moderními dějinami a jeden z prvních průkopníků české orální historie. V letech 2017–2023 byl ředitelem Ústavu pro soudobé dějiny Akademie věd České republiky.

## Biografie
Miroslav Vaněk se narodil 11. března 1961 v Teplicích. Po střední škole nastoupil na Pedagogickou fakultu Západočeské univerzity v Plzni obor učitelství pro první stupeň ZŠ a v roce 1985 po absolvování obdržel titul Mgr. Profesi učitele na ZŠ se věnoval v letech 1986–1990, následně až do roku 1992 pracoval jako středoškolský profesor na pražském gymnáziu. Během své učitelské kariéry získal na Pedagogické fakultě Západočeské univerzity v Plzni titul PaedDr. (obor pedagogika + psychologie) a v roce 1992 tamtéž dokončil druhé magisterské studium v oboru historie – český jazyk. 
V roce 1992 nastoupil na pozici odborného a posléze vědeckého a výzkumného pracovníka Ústavu pro soudobé dějiny AV ČR v Praze (ÚSD AV ČR), kde se v roce 2000 stal vedoucím nově vzniklého Centra orální historie. V této funkci setrval až do roku 2017, kdy byl jmenován ředitelem celého ústavu. V únoru 2023 na funkci ředitele rezignoval kvůli vyšetřování údajného sexuálního obtěžování studentek na Fakultě humanitních studií Univerzity Karlovy, kde působil na Pracovišti orální historie – soudobé dějiny, které v letech 2008–2017 vedl. K srpnu 2023 s ním fakulta ukončila pracovní poměr.
V roce 2000 získal titul Ph.D. v oboru české a československé dějiny na Filozofické fakultě Univerzity Palackého v Olomouci. O sedm let později se stal docentem (FF UK) a v roce 2010 byl jmenován profesorem v oboru historie se zaměřením na české a československé dějiny (Filozoficko-přírodovědecká fakulta, SU Opava).
Spoluzaložil a vedl Českou asociaci orální historie (2007), v níž se roku 2013 stal čestným předsedou. V roce 2008 byl jmenován do čela nově zřízeného Českého národního komitétu orální historie při AV ČR. V roce 2008 byl osloven s nabídkou na členství ve výkonném výboru stavovské International Oral History Association (IOHA), a na pozici regionálního zástupce pro Evropu v něm také mezi lety 2008–2010 působil. V červenci 2010 se spolupracovníky pořádal v Praze 16. ročník IOHA kongresu, v jehož průběhu byl zvolen na roky 2010–2012 IOHA prezidentem. V roce 2016 vydal knihu Velvet Revolutions: An Oral History of Czech Society v Oxford University Press.
Během svého působení na ústavu Akademie věd absolvoval i několik zahraničních pobytů a stáží, např. v Center for Slavic, Eurasian and East European Studies at the University of North Carolina at Chapel Hill, USA (2000 a 2004), British Library, Sound Archive, Londýn (2008), Aarhus University, Dánsko (2011) a další. Věnuje se také popularizaci vědecké a pedagogické práce. V roce 2010 se podílel na pořadu ČT24 Rendez-vous, kam si v roli moderátora zval nevšední hosty ze společenskovědních a humanitních oborů.
Stal se hlavním řešitelem několika grantových projektů včetně Vítězové? Poražení? Politické elity a disent v období tzv. normalizace. Životopisná interviews (GA AV ČR, 2005), Orální historie ve výzkumu soudobých dějin (GA AV ČR, 2004), Sto studentských revolucí. Studenti v období pádu komunismu v Československu (Grant Open Society Fund, 1999), Nedalo se tady dýchat. Ekologie v českých zemích 1969–1989 (Grant Ministerstva životního prostředí, 1996).

## Výběrová bibliografie
- VANĚK, Miroslav – MÜCKE, Pavel. Velvet Revolutions: An Oral History of Czech Society. New York – Oxford, Oxford University Press 2016, 264 p.
- VANĚK, Miroslav – KRÁTKÁ, Lenka (eds.). Příběhy (ne)obyčejných profesí. Česká společnost v období tzv. normalizace a transformace. Praha, Karolinum 2014, 550 s.
- VANĚK, Miroslav. Around the Globe. Rethinking Oral History with Its Protagonists. Praha, Karolinum 2013, 174 p
- VANĚK, Miroslav –  MÜCKE, Pavel. Třetí strana trojúhelníku. Teorie a praxe orální historie. Praha, Fakulta humanitních studií UK – ÚSD AV ČR v.v.i. 2011, 296 s.
- VANĚK, Miroslav. Byl to jenom rock 'n' roll? Hudební alternativa v komunistickém Československu 1956–1989. Praha, Academia 2010, 640 s.
- VANĚK, Miroslav (ed.). Obyčejní lidé..?! Pohled do života tzv. mlčící většiny. Životopisná vyprávění příslušníků dělnických profesí a inteligence. Praha, Academia 2009. 3 svazky, 1306 stran.
- VANĚK, Miroslav. O orální historii s jejími zakladateli a protagonisty. Praha, Ústav pro soudobé dějiny 2008, 135 s.
- VAŇEK, Miroslav – MÜCKE, Pavel – PELIKÁNOVÁ, Hana. Naslouchat hlasům paměti: Teoretické a praktické aspekty orální historie. Praha, FHS UK a COH ÚSD 2007, 224 s.
- VANĚK, Miroslav. Mocní a bezmocní? Politické elity a disent v období tzv. normalizace. Interpretační studie životopisných interview. Praha, Prostor 2006, 412 s.
- VANĚK, M., URBÁŠEK, P. Vítězové? Poražení? Politické elity a disent v období tzv. normalizace. Životopisná interview. Prostor, Praha 2005, 1970 s.
- VANĚK, Miroslav a kol. Ostrůvky svobody: Kulturní a občanské aktivity mladé generace v 80. letech v Československu. Praha: Votobia / Ústav pro soudobé dějiny AV ČR, 2002. 350 s.
- OTÁHAL, Milan – VANĚK, Miroslav. Sto studentských revolucí: Studenti v období pádu komunismu životopisná vyprávění. Praha: Lidové noviny, 1999. 860 s.
- VANĚK, Miroslav. Nedalo se tady dýchat: Ekologie v českých zemích v letech 1968 až 1989. Praha: Maxdorf, 1996. 170 s.
- VANĚK, Miroslav. Veřejné mínění o socialismu před 17. listopadem 1989: Analýza výsledků výzkumu veřejného mínění prováděných ÚVVM od roku 1972 do roku 1989. Praha: Maxdorf, 1994. 59 s.